# Phyllonorycter inusitatella
Phyllonorycter inusitatella is een vlinder uit de familie van de mineermotten (Gracillariidae). De wetenschappelijke naam van de soort werd voor het eerst geldig gepubliceerd in 1925 door Braun.